# شتگلیتس-تسهلندورف
شتگلیتس-تسهلندورف (به آلمانی: Bezirk Steglitz-Zehlendorf) یک منطقهٔ مسکونی در آلمان است که در برلین واقع شده‌است. شتگلیتس-تسهلندورف ۳۰۰٬۰۳۹ نفر جمعیت دارد.

## خواهرخوانده
شهرهای هاگن، کریات بیالیک، باد گودسبرگ، Brøndby Municipality، کاسینو، سدروت، رونیبه، Szilvásvárad، خارکیف، Kazimierz Dolny, Zugló، Sochos، کونیگز ووسترهاوزن، برمرهافن، هان. موندن، ننترسهاوزن (هسن)، Songpa District، گوتینگن، لوشو-داننبرگ، رندسبورگ-اکرنفورده و وستروالدکرایس خواهرخوانده‌های شتگلیتس-تسهلندورف هستند.